# Paix séparée
Une paix séparée est un « traité de paix conclu par un cobelligérant alors que ses alliés continuent la guerre ». La paix séparée est l'accord par lequel une nation cesse les hostilités militaires contre une autre, malgré l'existence d'une alliance militaire entre la première nation et d'autres États, qui restent en guerre avec cette seconde nation.

## Histoire

Système des alliances militaires pendant la Première Guerre mondiale.

Lors de la guerre de Hollande, l'Angleterre et la France concluent une alliance puis l'Angleterre se retire avec le traité de Westminster en 1674.
Pendant la Première Guerre mondiale, l'Empire russe, engagé aux côtés du Royaume-Uni et de la République française dans la Triple-Entente, connaît en 1917 une révolution à l'issue de laquelle la Russie se dégage de la cobelligérance et conclut une paix séparée avec la Triplice : l'armistice du 15 décembre 1917 puis le traité de Brest-Litovsk.
Pendant la Seconde Guerre mondiale, la Déclaration des Nations unies est signée le 1er janvier 1942 ; les signataires sont tous en guerre contre le Troisième Reich et « les représentants de 26 pays s'engageaient à contribuer de la façon la plus complète à l'effort de guerre commun et à ne pas signer de paix séparée ».

## Obligation légale de ne pas conclure de paix séparée
La coutume veut qu'en cas de guerre menée par plusieurs alliés, les traités et déclarations soient acceptés par tous les cobelligérants d'un même bord et qu'aucune paix séparée ne soit conclue avec le camp adverse. Cet engagement figure, par exemple, dans le traité d'alliance conclu à Rome le 19 octobre 1463 entre les États pontificaux, le duché de Bourgogne et la république de Venise ; les parties s'engagent à lancer une croisade contre les Turcs et à ne pas accepter de paix avec le sultan sans l'accord des trois parties.
Une déclaration de ce type est communiquée le 4 septembre 1914 par les gouvernements de la Triple-Entente : « les gouvernements britannique, français et russe s'engagent mutuellement à ne pas conclure de paix séparée au cours de la guerre présente. Les trois gouvernement s'accordent pour déclarer que lorsque les conditions de la paix seront débattues, aucun des alliés ne réclamera les dites conditions sans un accord préalable de chacun des autres alliés ».
Le 30 novembre 1915, les trois gouvernements alliés, rejoints par l'Italie, communiquent une déclaration conjointe similaire à propos du rejet d'une paix séparée.